# Filip Delaveris
Filip Møller Delaveris (* 10. Dezember 2000 in Oslo) ist ein norwegischer Fußballspieler, der  bei Brann Bergen unter Vertrag steht und momentan leihweise bei KFUM Oslo aktiv ist.

## Karriere

### Verein
Der ursprünglich aus der Hauptstadt Oslo kommende Filip Delaveris gab am 24. November 2018 im Alter von 17 Jahren beim 0:1 im Auswärtsspiel gegen Brann Bergen in der ersten norwegischen Liga sein Debüt für seinen Jugendverein Odds BK. Bevor er zu Odds BK in die Jugend wechselte, spielte er bei Lyn Oslo. Am 22. September 2019 gelangen ihm beim 3:0-Heimsieg gegen Sarpsborg 08 FF mit einem Doppelpack sein Tordebüt für die Profimannschaft von Odds BK. In der Spielzeit 2019 kam Delaveris regelmäßig zum Einsatz, allerdings gehörte er nicht immer zur Startformation. Für die Reservemannschaft kam er zu 52 Spielen (11 Tore). Am 31. Januar 2020 wechselte Filip Delaveris dann in die niederländische Eredivisie zu Vitesse Arnheim. In der Provinzhauptstadt unterschrieb er einen Dreieinhalbjahresvertrag. Dort kam er allerdings bis zum Jahresende nur zu jeweils einem Spiel bei den Profis und der U-21-Mannschaft. Anschließend wechselte er im Januar 2021 wieder zurück in seine Heimat zu Brann Bergen. Dort ist Delaveris bei den Profis und der Reservemannschaft aktiv. Am 23. Mai 2022 ging er dann leihweise zum Zweitligisten KFUM Oslo. Dort schoss der Stürmer am gleichen Abend in seinem ersten Ligaspiel sofort den 1:0-Siegtreffer gegen Kongsvinger IL.

### Nationalmannschaft
Von 2018 bis 2019 absolvierte Filip Delaveris neun Partien für diverse norwegische Jugendnationalmannschaften und erzielte dabei zwei Treffer.